# Deren Ibrahim
Deren Ibrahim (Sidcup, 9 maart 1991) is een voormalig Gibraltarees voetballer die als doelman speelde.

## Clubcarrière
Ibrahim begon zijn profcarrière bij Dartford FC, waar hij zich in 2001 aansloot. Ibrahim maakte van 2008 tot 2018 deel uit van de A-kern van Dartford, maar werd in die periode verschillende keren uitgeleend. Zijn eerste uitleenbeurt was aan Sittingbourne FC in het seizoen 2010/11. De club kwam toen uit in de Isthmian League Division One South, een Engelse regionale voetbalcompetitie. Op een uitleenbeurt aan het Maltese St. Andrews FC na waren al zijn andere uitleenbeurten aan Engelse clubs uit lagere divisies.
Op 27 augustus 2016 maakte Ibrahim zijn eerste doelpunt voor Dartford door tegen Hungerford Town FC een vrijschop binnen te trappen.

## Interlandcarrière
Ibrahim werd voor het eerst opgeroepen bij Gibraltar voor de WK-kwalificatiewedstrijden tegen Estland en België in oktober 2016. Zijn eerste interland speelde hij op 10 oktober 2016 tegen België in het Portugese Faro. In deze wedstrijd moest hij al na 7 seconden een tegendoelpunt van Christian Benteke slikken, de snelste goal ooit in een WK-kwalificatie.
| Interlands van Deren Ibrahim voor Gibraltar | Interlands van Deren Ibrahim voor Gibraltar | Interlands van Deren Ibrahim voor Gibraltar | Interlands van Deren Ibrahim voor Gibraltar | Interlands van Deren Ibrahim voor Gibraltar | Interlands van Deren Ibrahim voor Gibraltar |
| №                                           | Datum                                       | Wedstrijd                                   | Uitslag                                     | Competitie                                  | Goals                                       |
| Als speler van Dartford FC                  | Als speler van Dartford FC                  | Als speler van Dartford FC                  | Als speler van Dartford FC                  | Als speler van Dartford FC                  | Als speler van Dartford FC                  |
| ------------------------------------------- | ------------------------------------------- | ------------------------------------------- | ------------------------------------------- | ------------------------------------------- | ------------------------------------------- |
| 1                                           | 10 oktober 2016                             | Gibraltar – België                          | 0 – 6                                       | WK-kwalificatie                             | 0                                           |
| 2                                           | 13 november 2016                            | Cyprus – Gibraltar                          | 3 – 1                                       | WK-kwalificatie                             | 0                                           |
| 3                                           | 25 maart 2017                               | Bosnië en Herzegovina – Gibraltar           | 5 – 0                                       | WK-kwalificatie                             | 0                                           |
| 4                                           | 9 juni 2017                                 | Gibraltar – Cyprus                          | 1 – 2                                       | WK-kwalificatie                             | 0                                           |
| 5                                           | 31 augustus 2017                            | België – Gibraltar                          | 9 – 0                                       | WK-kwalificatie                             | 0                                           |
| 6                                           | 3 september 2017                            | Gibraltar – Bosnië en Herzegovina           | 0 – 4                                       | WK-kwalificatie                             | 0                                           |
| 7                                           | 7 oktober 2017                              | Gibraltar – Estland                         | 0 – 6                                       | WK-kwalificatie                             | 0                                           |
| 8                                           | 10 oktober 2017                             | Griekenland – Gibraltar                     | 4 – 0                                       | WK-kwalificatie                             | 0                                           |

## Trainerscarrière
Van 2017 tot 2018 was Ibrahim werkzaam als keeperstrainer bij de jeugd van Arsenal FC. Sinds 2018 vervult hij diezelfde functie bij Charlton Athletic FC. Sinds 2019 is hij ook keeperstrainer van de U19 van Wales.